# Archaeornithomimus
Archaeornithomimus asiaticus
Genre
Espèce
Archaeornithomimus, parfois écrit Archeornithomimus, est un genre éteint de dinosaures théropodes ornithomimosauriens, généralement rattaché à la famille des ornithomimidés. Il a vécu en Chine, dans la région autonome de Mongolie-Intérieure où il a été découvert dans la formation géologique d'Iren Dabasu datée du Campanien (Crétacé supérieur).
Une seule espèce est rattachée au genre : Archaeornithomimus asiaticus, découverte en 1923 par Roy Chapman Andrews puis renommée par Dale Russell en 1972.

## Historique

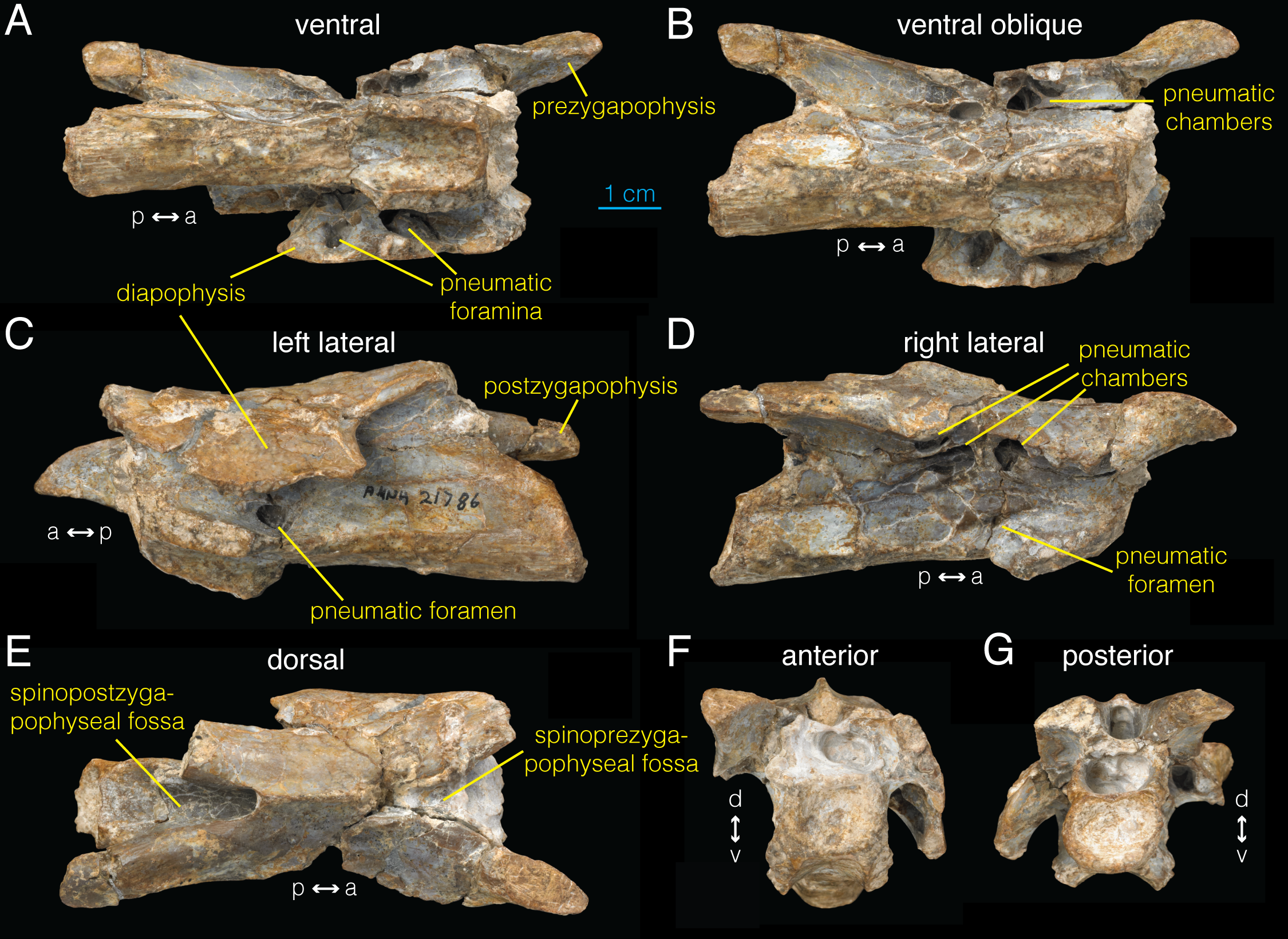
Reste fossile originaux issue de la colonne vertébral de lArchaeornithomimus.

Des ossements fragmentaires de plusieurs individus ont été découverts dans le Nord de la Chine à partir de 1923. Ces restes fossiles sont très partiels ; ils consistent en une main, des éléments d'un pied et d'un membre et quelques vertèbres.
Ils furent d'abord attribués au genre Ornithomimus, comme une nouvelle espèce nommée O. asiaticus par C. W. Gilmore en 1933.
En 1972, une étude plus approfondie de ces vestiges partiels amène Dale Russell à considérer cette espèce comme l'espèce type d'un nouveau genre Archaeornithomimus, sous le nom d'A. asiaticus.

## Étymologie
Le nom de genre combine les mots du grec ancien « archaios », « ancien », « Ornithos », « oiseau » et « Mĩmos », « imitateur » pour donner « qui imite l'oiseau ancien ». Le terme « ancien » vient d'une datation erronée des sédiments dans lesquels les fossiles ont été trouvés. Ils étaient alors supposés dater du Cénomanien-Turonien, c'est-à-dire environ 15 Ma (millions d'années) plus anciens que leur datation actuelle du Campanien.

## Description

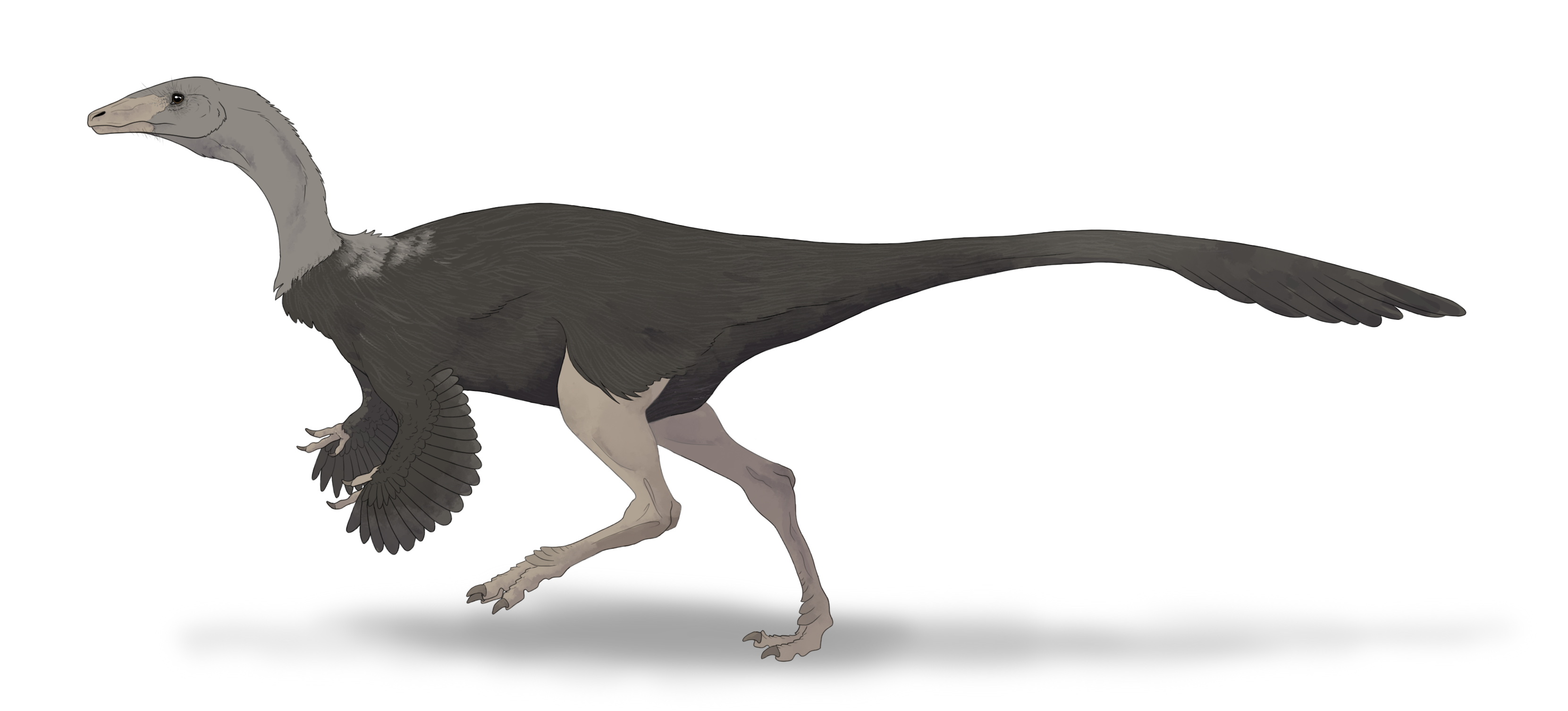
Reconstitution de ce que pouvait être lArchaeornithomimus

Archaeornithomimus asiaticus mesurait environ 3,40 mètres de long, une taille habituelle chez les ornithomimosauriens, pour un poids estimé à une cinquantaine de kilos.
Il possédait des pattes arrière robustes, adaptées à la course. Comme la plupart des autres ornithomimosauriens, on suppose qu'il était omnivore, avec un régime alimentaire composé de plantes, de fruits, de petits mammifères et peut-être d’œufs et de nouveau-nés d'autres dinosaures.

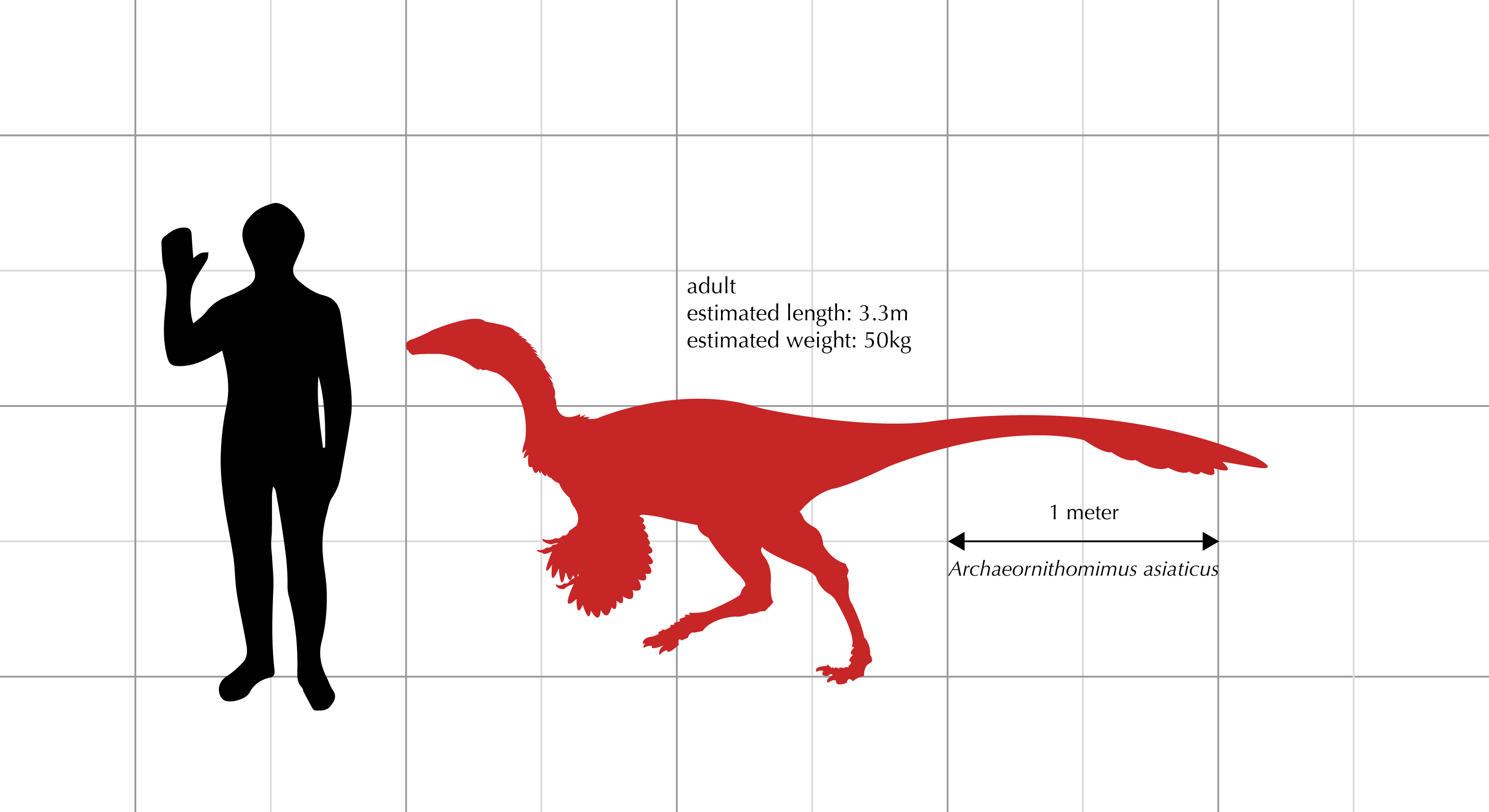
Taille de lArchaeornithomimus

## Classification
La position d'Archaeornithomimus au sein des ornithomimosauriens est difficile à établir au regard du nombre et de la qualité médiocre des fossiles découverts. Il est généralement considéré comme un ornithomimidé ou parfois comme un ornithomimosaurien basal.
En 1995, une autre espèce supposée d'Archaeornithomimus a été nommée par Lev A. Nesov : Archaeornithomimus bissektensis,,, basée sur l'holotype N 479/12457, un fémur et des métatarses d'un juvénile, trouvés dans la formation de Bissekty en Ouzbékistan, datant du Turonien - Coniacien. Néanmoins, l'affinité d' A. Bissektensis est généralement mise en doute ou non mentionnée,.

### Liens externues
(en) Paleobiology Database : Archaeornithomimus Russell, 1972